# Église de la Sainte-Trinité à Kumodraž
Pour les articles homonymes, voir Église de la Sainte-Trinité.
L'église de la Sainte-Trinité à Kumodraž (en serbe cyrillique : Црква Свете Тројице у Кумодражу ; en serbe latin : Crkva Svete Trojice u Kumodražu) est une église orthodoxe située à Belgrade, la capitale de la Serbie, dans la municipalité de Voždovac et dans le quartier de Kumodraž. Elle a été construite en 1924.

## Histoire
L'église de la Sainte-Trinité a été construite en 1924, sur la colline de Torlak, à l'époque où Kumodraž était encore un faubourg de la ville de Belgrade, à l'initiative de Persida Milenković (1857-1943), qui, avec son mari Rista Milenković, a été une grande philanthrope de Serbie. L'idée d'y construire une église lui a été inspirée par le voïvode Stepa Stepanović (1856-1929), originaire de Kumodraž. Sur la façade occidentale a été installée une plaque commémorative en l'honneur de la donatrice. Inaugurée par le patriarche Dimitrije, l'église abrite la dépouille de la mère de Persida Milenković, Jelka Ćirić.

## Architecture
L'église a été bâtie selon un projet des architectes Pero Popović et Ž. Tatić, dans l'esprit de l'architecture serbe médiévale. Les façades et les éléments décoratifs se réfèrent à l'école moravienne (en serbe : Moravske škole), tandis que la structure d'ensemble rappelle l'école rascienne (Raška škola). L'édifice est construit en briques et est doté d'une abside pentagonale, avec un dôme central et un clocher au-dessus du narthex.

## Décoration intérieure
L'église abrite des fresques, notamment au niveau de l'autel et dans le chœur ; elles ont été réalisées par Dragan Marunić et par le diacre Nikola Lubardić de Belgrade. Marunić est également l'auteur des icônes de l'iconostase.

## Cimetière
Dans le cimetière se trouve un monument dédié aux victimes et aux héros de Kumodraž morts au combat entre 1912 et 1918. Au sud-ouest de l'église se trouve aussi un petit cimetière où sont enterrés des combattants du front de Syrmie.